# Stanley Gorenc
Stanley Gorenc, ameriški vojaški pilot in generalmajor v pokoju slovenskega rodu, * 5. april 1953, Brezovica pri Trebelnem, Slovenija.

## Življenjepis
Gorenc je poveljujoči pilot z več kot 3.250 letalskimi urami na F-4E, F-15E, F-16, T-37, T-38, U-2 in na BAE Systems Hawk.
Leta 1975 je diplomiral iz civilnega inženirstva na Akademiji VL ZDA. Od julija 1975 do avgusta 1976 je bil študent pilotskega usposabljanja v Columbus AFB. Šolanje je nadaljeval v Holloman AFB do novembra 1976.
Od decembra 1976 do junija 1977 je bil študent pri usposabljanju bojnih posadk F-4E (George AFB).
Julija 1977 je postal poveljnik letala F-4E in načrtovalni častnik pri 496. taktični eskadrilji (Hahn Air Base, Nemčija). Leta 1979 je končal šolo za častnike eskadrilj. 
Od julija 1980 do septembra 1983 je bil inštruktor na T-38, polkovni preiskovalec leta in šef Zračnooperativne sekcije T-38 pri 80. letalskem trenažnem polku.
Od septembra 1983 je bil poveljujoči preiskovalec poleta pri Standardizacijski in evaluacijski sekciji pri Poveljstvu Poveljništva zračnega treninga. 1985 je končal Air Command and Staff College. 1986 je končal Štabni kolidž Kraljevega vojnega letalstva (Anglija). 
Januarja 1987 je postal zračnooperativni štabni častnik pri Poveljstvu Podpornega poveljstva RAF (Royal Air Force Brampton). 1988 je prejel magisterij iz aeronavtike na Embry-Riddle Aeronautical University. 
Od januarja 1989 do april 1990 je bil načelnik Standardizacijske in evaluacijske sekcije 12. letečem trenažnem polku (Randolph AFB). April 1990 je postal operativni častnik 560. leteče trenažne eskadrilje. 
Od maja 1991 do julija 1992 je bil poveljnik 54. leteče trenažne eskadrilje (Reese AFB).
Julija 1993 je postal namestnik poveljnika, pozneje pa poveljnik 56. operativne skupine (Luke AFB). Istega leta je končal Industrial College of the Armed Forces. 
Od julija 1995 do novembra 1997 je bil načelnik Odseka za raziskave, analize in vojne igre pri Združenem štabu OS ZDA. 
Novembra 1997 je postal poveljnik 80. letečega trenažnega polka (Sheppard AFB).
Od maja 1999 do septembra 2000 je bil podpoveljnik 5. zračne sile (Yokota AB, Japonska). Od septembra 2000 do marca 2003 je bil poveljnik 9. izvidniškega polka (Beale AFB); vmes je od decembra 2001 do februarja 2002 bil poveljnik 380. zračnega ekspedicijskega polka (Združeni arabski emirati). Leta 2002 je končal Črnomorski varnostni program na John F. Kennedy School of Government (Univerza Harvard). 
Marca 2003 je postal direktor Oddelka za načrtovanje in programe pri Poveljstvu VL ZDA v Evropi (Ramstein AB, Nemčija). Februarja 2004 je postal poveljnik VL ZDA v Evropi. Istega leta je končal Poveljniški tečaj za mešane zračne sile.
Oktobra 2004 je postal direktor Oddelka za potrebe operativnega delovanja in namestnik načelnika štaba pri Zračnem in vesoljskem operacijskem poveljstvu VL ZDA (Washington, D.C.). Od julija 2007 je v pokoju.

## Napredovanja
- 4. junij 1975 - poročnik
- 4. junij 1977 - nadporočnik
- 4. junij 1978 - stotnik
- 1. maj 1985 - major
- 1. junij 1989 - podpolkovnik
- 1. februar 1994 - polkovnik
- 1. avgust 2000 - brigadni general
- 1. februar 2004 - generalmajor

## Odlikovanja
- Distinguished Service Medal
- Defense Superior Service Medal
- legija za zasluge z dvema hrastovim listoma
- bronasta zvezda
- Defense Meritorious Service Medal
- Meritorious Service Medal s srebrnim hrastovim listom
- Joint Service Commendation Medal
- Air Force Commendation Medal
- Air Force Achievement Medal
- Combat Readiness Medal
- National Defense Service Medal z dvema bronastima zvezdama
- Global War on Terrorism Expeditionary Medal
- Global War on Terrorism Service Medal

## Publikacije
- Dynamic Commitment: Wargaming Projected Forces Against the QDR Defense Strategy, Strategic Forum, National Defense University Press, 1997